# Felipe Baltasar Fernández Pacheco
Felipe Juan Baltasar Fernánez Pacheco y Portugal (Escalona, 1 de enero de 1596-1633), noble español que ostentó los títulos de VI marqués de Villena, VI duque de Escalona, VI marqués de Moya, IX conde de San Esteban de Gormaz y conde de Xiquena.

## Biografía
Nació en Escalona el 1 de enero de 1596, gemelo con Felipe Manuel Gaspar Felipe, y recibió el bautismo el día 6 de enero en manos de Andrés Pacheco, su tío, obispo de Segovia. Fue ahijado del príncipe Felipe, luego Felipe III, que en aquél acto estuvo representado por el corregidor de la villa, conforme a la real cédula del 3 de enero anterior. Se le pusieron los nombres de Felipe, en honor del padrinazgo del príncipe, de Juan, en memoria de su abuelo materno el duque de Braganza, y de Baltasar, por la festividad de los Santos Reyes en que fue bautizado. Era hijo de Juan Gaspar Fernández Pacheco, VI duque de Escalona etc., y su esposa Serafina de Braganza.
Sucedió a su padre el 5 de mayo de 1615 y en septiembre fue a besar la mano del rey en el Real Sitio de San Lorenzo, donde fue apadrinado por el duque de Lerma para cubrirse como grande de España ante Felipe III. Aprobadas las pruebas de ingreso el 17 de julio de 1624, el día 30 del mismo mes el rey Felipe IV expidió cédula para su admisión en la Orden de Santiago. El duque fue armado caballero de esta orden por su suegro el duque de Peñaranda el 17 de noviembre de 1624, en Escalona, ante Luis de San Martín, siendo su padrino Fernando de Carvajal y Silva, e hizo su profesión en el convento de Nuestra Señora de las Descalzas de Escalona el 6 de mayo de 1627 (en virtud de la cédula del 10 de marzo anterior). El 3 de octubre de 1624 el rey le concedió por dos vidas la encomienda de Moratalla en la Orden de Santiago. El 24 de octubre de 1632 obtuvo la administración de la encomienda de Socuéllamos, también por dos vidas, para él o su mujer.
El 27 de noviembre de 1632 Felipe IV le hizo merced de 4000 ducados de renta en encomiendas de indígenas y lo nombró virrey de Nueva España. Sin embargo, el duque falleció en los primeros días de 1633 sin poder aprovechar de estas disposiciones. Se dice que el monarca, a quien el duque lo había hospedado en su villa de Cadahalso, dijo al enterarse su muerte que «había faltado en el Marqués quien más había sabido ser Señor», y el historiador de la familia expresó de él que «fue gran caballero, y espejo en quien se pudieron mirar grandes Príncipes, para imitar y componer con él sus acciones».

## Matrimonio y descendencia
El 20 de noviembre de 1623, en el oratorio del Palacio de la Duquesa-Condesa de Miranda (Madrid), el duque contrajo matrimonio con Catalina de Zúñiga y Sandoval por mano del obispo Andrés Pacheco. Catalina era su sobrina en tercero con cuarto grado, hija mayor de su primo segundo Diego Zúñiga Avellaneda y Bazán, II duque de Peñaranda de Duero, y su esposa Francisca de Sandoval y Rojas. Las capitulaciones matrimoniales se firmaron el 4 de julio de 1617 en Madrid, ante Juan de Santillana, y fueron confirmadas por el monarca el 1 de noviembre de 1623. Por ella la abuela materna de la novia, la duquesa-condesa de Miranda, le ofreció 30 000 ducados de dote, y su prometido unos 12 000 ducados en concepto de arras y 3000 ducados anuales para los gastos de su cámara, además de dejar la villa de Almorox para su residencia y especial dominio si él moría. Por su parte, el monarca se obligó a concederle al duque una encomienda por dos vidas que rentase al menos 4000 ducados, lo cual concretó (como se indica más arriba) en 1632.
Este enlace no produjo ninguna descendencia. A su muerte, los títulos y posesiones del duque pasaron a su hermano Diego López Pacheco, casado con Juana de Zúñiga y Mendoza,  y Catalina volvió a contraer matrimonio con Juan Andrés Hurtado de Mendoza, V marqués de Cañete.